# Oftia africana
Oftia africana là một loài thực vật có hoa trong họ Huyền sâm. Loài này được (L.) Bocq. mô tả khoa học đầu tiên năm 1861.